# Topeka
Topeka je hlavní město státu Kansas v USA. Město se rozkládá na březích řeky Kansas v okrese Shawnee County.

## Historie
Město bylo založeno v roce 1854 na místě zastávky Oregonské dráhy, hlavním městem Kansasu je od roku 1861.
1. března 2010 vydal starosta Topeky Bill Bunten prohlášení, že po dobu měsíce března se město bude jmenovat Google, Kansas, hlavní město optických vláken („Google, Kansas, the capital city of fiber optics“), aby tak přitáhli pilotní projekt Google na zavedení vysokorychlostního internetu na bázi optických vláken.

## Demografie
Podle sčítání lidu z roku 2010 zde žilo 127 473 obyvatel.

### Rasové složení
- 76,2% Bílí Američané
- 11,3% Afroameričané
- 1,4% Američtí indiáni
- 1,3% Asijští Američané
- 0,1% Pacifičtí ostrované
- 4,7% Jiná rasa
- 4,9% Dvě nebo více ras

Obyvatelé hispánského nebo latinskoamerického původu, bez ohledu na rasu, tvořili 13,4% populace.

## Slavní rodáci
- Charles Curtis (1860–1936), americký republikánský politik, viceprezident Spojených států amerických v letech 1929–1933[3]
- Gwendolyn Brooksová (1917–2000), americká básnířka, spisovatelka, nositelka Pulitzerovy ceny[4]
- Margaret Murdocková (* 1942), bývalá americká sportovní střelkyně, první žena, která získala olympijskou medaili ve střelbě[5]
- Annette Beningová (* 1958), americká herečka[6]